# Casiphia yunnana
Casiphia yunnana là một loài bọ cánh cứng trong họ Cerambycidae.